# Gotta Be You
Gotta Be You – piosenka brytyjsko-irlandzkiego boysbandu One Direction z ich debiutanckiego albumu studyjnego zatytułowanego Up All Night. Została wydana jako drugi singel 11 listopada 2011 roku. Piosenka została napisana przez Augusta Rigo i Steve'a Maca, a wyprodukował go Mac. Gotta Be You to pop rockowa ballada.

## Lista utworów

### Digital download
1. Gotta Be You – 4:05
2. Another World (Achraf Jannusi, Bilal Hajji, Eric Sanicola, Geo Slam, RedOne, Teddy Sky) – 3:23
3. Gotta Be You (Steve Smart & Westfunk Remix) – 6:17
4. Gotta Be You (Mojam Remix) – 3:23

### CDS
1. Gotta Be You – 4:05
2. Another World – 3:23